# Paranisakis monodi
Paranisakis monodi is een rondwormensoort uit de familie van de Anisakidae. De wetenschappelijke naam van de soort is voor het eerst geldig gepubliceerd in 1928 door Gendre.